# 倒垂風蘭
倒垂風蘭（学名：Thrixspermum pensile）为蘭科風鈴蘭屬下的一个种。